# Neustadt an der Donau
Neustadt an der Donau, Neustadt a.d.Donau – miasto w Niemczech, w kraju związkowym Bawaria, w rejencji Dolna Bawaria, w regionie Ratyzbona, w powiecie Kelheim. Leży około 15 km na południowy zachód od Kelheim, nad Dunajem, przy drodze B16, B299 i linii kolejowej Ingolstadt – Ratyzbona.
W tym mieście znajduje się jeden najdziwniejszych torów żużlowych. Nie ma bandy okalającej, tylko spory trawiasty pas, znajdujący się za zewnętrznym krawężnikiem.